# Маркус Інгвартсен
Маркус Інгвартсен (дан. Marcus Ingvartsen, нар. 4 січня 1996, Фарум, Данія) — данський футболіст, центральний форвард клубу МЛС «Сан-Дієго».

## Ігрова кар'єра

### Клубна
Маркус Інгвартсен народився у містечку Фарум і є вихованцем місцевого клубу «Норшелланн». У 2013 році Маркус закінчив клубну академію і в лютому 2014 дебютував у першій команді. Згодом Інгвартсен став постійним гравцем основи і відзначався своєю результативною грою.
Саме на цей аспект його гри звернули увагу агенти «Генка» і у сезоні 2017/18 нападник приєднався до бельгійського клубу. Якому допоміг виграти національний чемпіонат. 
Влітку 2019 року Інгвартсен підписав трирічний контракт з німецьким клубом «Уніон» з Берліна.
30 серпня 2021 був орендований клубом «Майнц 05».
В березні 2024 року Маркус Інгвартсен уклав попердню угоду з новоутвореним клубом МЛС «Сан-Дієго». Трирічний контракт футболіста вступав в дію 1 січня 2025 року і діє до 2027 року. 23 лютого у матчі проти «Лос-Анджелес Гелаксі» Інгвартсен дебютував у новій команді.

### Збірна
З 2011 року Маркус Інгвартсен грав за юнацькі збірні Данії. Також він провів 28 поєдинків у складі молодіжної збірної, де відзначився 17 забитими голами.
У березні 2021 року форвард отримав виклик до національної збірної Данії на матчі відбору до чемпіонату світу 2022 року. 28 березня у матчі проти збірної Молдови Інгвартсен вийшов на заміну і на 89-й хвилині відзначився забитим голом у ворота суперника.

## Досягнення
«Генк»
- Чемпіон Бельгії: 2018/19

Особисті
- Команда місяця данської Суперліги: жовтень 2024[10]